# 砂防法
砂防法（さぼうほう、明治30年3月30日法律第29号）は、砂防施設等に関する日本の法律である。
地すべり等防止法、急傾斜地の崩壊による災害の防止に関する法律と合わせて「砂防三法」と呼ばれる。河川法、森林法と合わせて「治水三法」と呼ばれることもある。
執行罰（行政上の義務を義務者が怠る場合に、行政庁が一定の期限を示し、期限内に履行しないか、履行しても不十分なときは過料を課することを予告して義務者に心理的圧迫を加えて義務の履行を強制する、行政法上の強制執行の一つ）に関する規定が、条文上に現行法で唯一残されている法律としても知られている。
現在、砂防法に基づく行政行為として執行罰は行われていないにも拘らず、条文から執行罰規定が削除されていないのは、特に理由のあるものではなく、単なる法文の整理漏れがそのまま残ってしまっているからであるというのが通説となっている。
下位規範として砂防法施行規程（明治30年勅令第382号）がある。

## 主務官庁
- 国土交通省水管理・国土保全局砂防部
  - 砂防計画課
  - 保全課

農林水産省農村振興局整備部防災課、総務省自治税務局固定資産税課など他省庁と連携して執行にあたる。

## 歴史
砂防法にまつわる歴史は以下のとおりである。
- 日本においては、西暦800年ごろには琵琶湖周辺の大径木を伐採し尽くしてしまうなど、人口の増加に伴う資源の消費により古くから山林の荒廃に悩まされてきた。
- 明治維新後も、山林の払い下げが進められたり、官有林でも入会慣行による伐採が続けられたことなどにより、乱伐による荒廃が進んだ。その結果として、明治20年ごろから同30年ごろにかけて大水害が相次いで発生した。特に1896年（明治29年）は全国で水害が相次ぎ、新潟県の信濃川下流で起こった横田切れの他、東京府でも荒川（現・隅田川）が随所で決壊するなど被害が甚大であった。
  - 明治政府は、1873年（明治6年）に「淀川水源防砂法」（明治6年9月29日大蔵省達）を発出するなど、淀川・木曽川などの主要河川の治水工事を進め、合わせて明治13年に「淀川・木曽川山林諸作業取締ノ件」（明治13年1月19日内務省達）を発して山林の伐採・開墾を抑制しようとしていたが、強制力の弱い措置しか取ることができず、実効性が担保されなかった。
- 大水害の続発を受けて、1896年（明治29年）12月15日、帝國議会土木会（現・衆議院国土交通委員会）に砂防法案が諮問された。審議の過程では水害による国土・国民の被害が繰り返し強調され、将来の荒廃予防へ向けて山地の状態を改善する必要性が説かれた。
- 砂防法案は翌1897年（明治30年）3月24日に原案どおり可決された。

## 構成
- 第1章 総則
- 第2章 土地ノ制限及砂防施設
- 第3章 砂防ニ関スル費用ノ負担、土地所有者ノ権利義務並収入等
  - 第三十六条
私人ニ於テ此ノ法律若ハ此ノ法律ニ基キテ発スル命令ニ依ル義務ヲ怠ルトキハ国土交通大臣若ハ都道府県知事ハ一定ノ期限ヲ示シ若シ期限内ニ履行セサルトキ若ハ之ヲ履行スルモ不充分ナルトキハ五百円以内ニ於テ指定シタル過料ニ処スルコトヲ予告シテ其ノ履行ヲ命スルコトヲ得
- 第4章 警察、監督及強制手続
- 第5章 補則
- 第6章 附則

## 主な規制

### 砂防指定地
砂防指定地とは、砂防法2条に基づき、砂防設備を要する土地または治水上砂防のために一定の行為を禁止・制限するべき土地として国土交通大臣が指定した土地の区域をいう。
主に以下のような区域が指定される。
1. 渓流・河川の縦横浸食・山腹の崩壊等により土砂等の生産、流送・堆積が顕著である（またはそのおそれのある）区域
2. 風水害、震災等により、渓流等に土砂等の流出・堆積が顕著であり、砂防設備の設置が必要と認められる区域

砂防指定地においては、治水のため、竹木の伐採や土石・砂礫の採取等、一定の行為が制限される。
砂防指定地の管理は都道府県知事が行い（砂防法5条）、管理に関する規定は都道府県の条例等により定める（砂防法施行規程3条）。
砂防指定地においては固定資産税の減額がなされることがある。

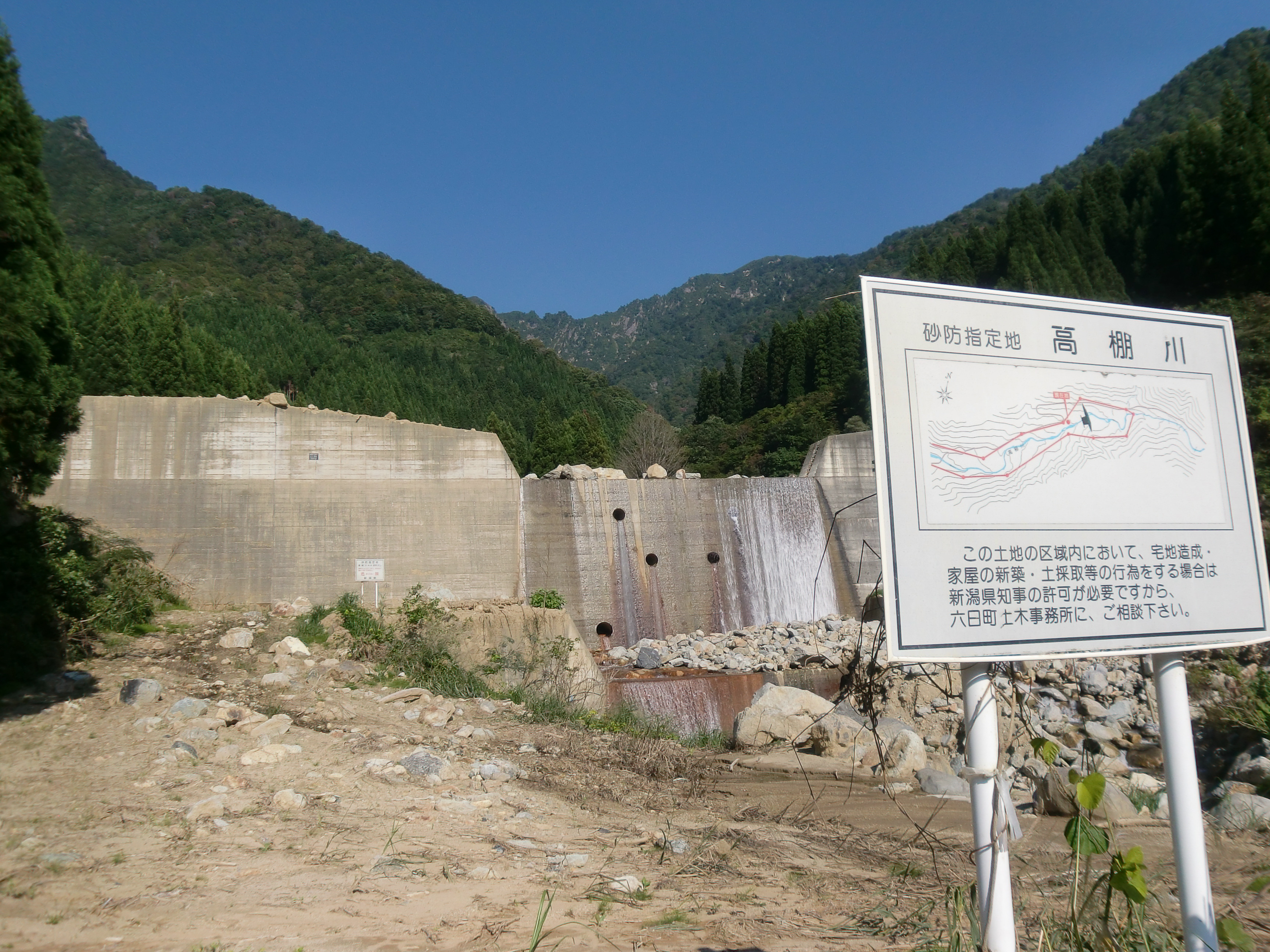
砂防指定地を示す看板と重力式の砂防ダム（新潟県）
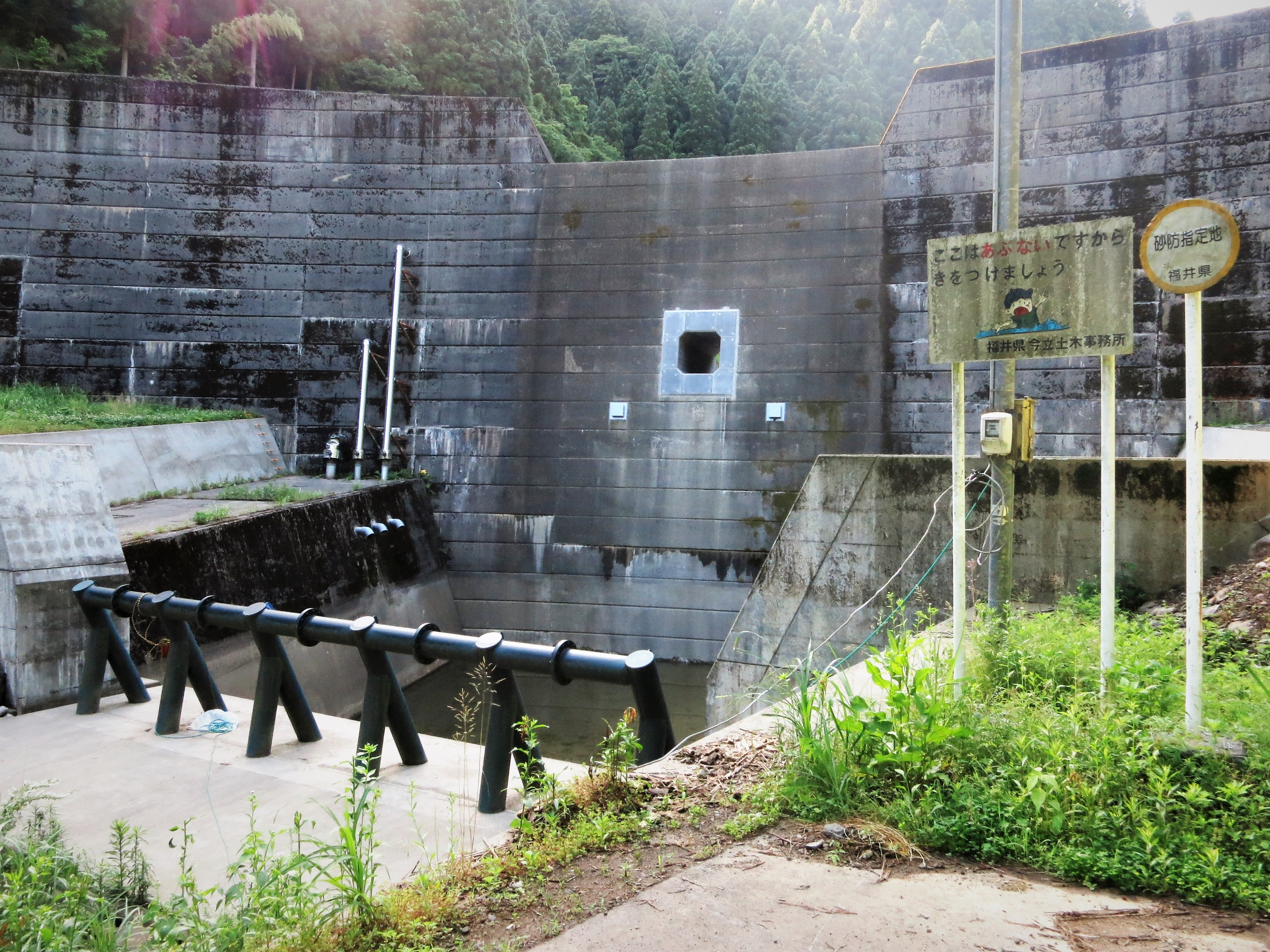
砂防指定地を示す看板とアーチ式の砂防ダム（福井県）

### 公用負担
都道府県知事は、砂防工事のために必要な場合は、土地・森林の所有者に対し、土石、砂礫、芝草、竹木および運搬具を供給させることができる（砂防法22条）。

### 立入権等
砂防のために必要な場合は、行政庁は砂防指定地または隣接地に立ち入り、または材料置場等に供し、またやむを得ないときはその土地にある障害物を除去することができる（砂防法23条1項）。

### 損失補償
砂防法に基づき公用負担（22条）または立入権（23条1項）を負担したときはそれぞれ損失補償が受けられるが、金額に不服がある場合は増額請求訴訟を提起することができる。出訴期間は行政庁が補償金額の通知をした日から6か月間であり、被告適格は管理主体により都道府県または国に分かれる（砂防法43条）。